# Poochon

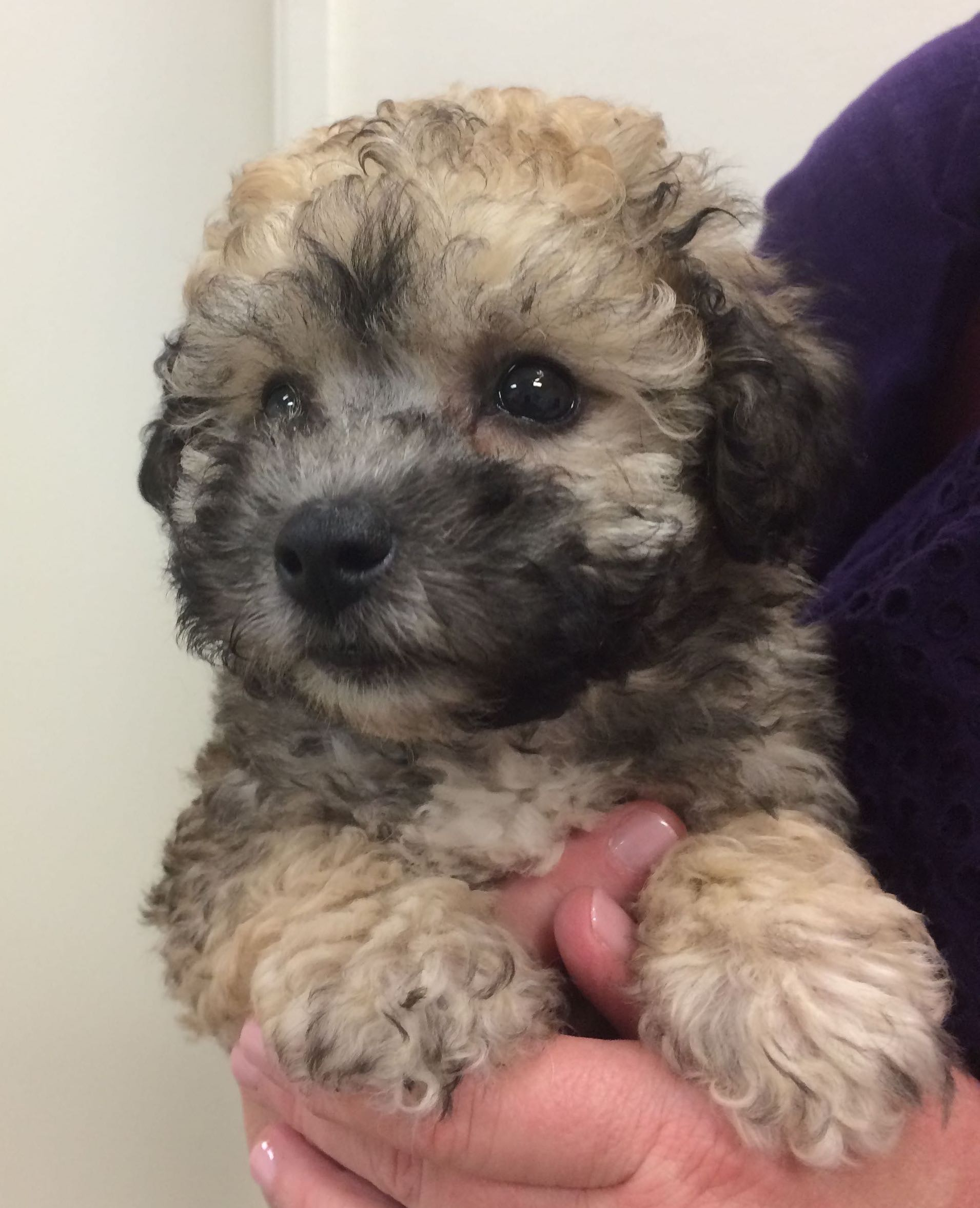
Un Poochon de 8 semanas.

Poochon es una subraza de perro de compañía creada a partir de un Caniche (en inglés Poodle) y un Bichón frisé.

## Historia
La raza se hizo muy popular entre los perros de cruce en Australia desde finales de los años 1990 gracias al esfuerzo coordinado de varios clubes caninos de Melbourne que buscaban un perro de tamaño pequeño que acompañara en familias con miembros alérgicos a los perros; los criadores buscaban una raza saludable de manto lanoso, que no soltara pelo y congeniara bien con niños. Así se ha conseguido esta raza muy popular en Australia gracias a su temperamento excepcional, robustez e hipoalergenia.

## Aspecto

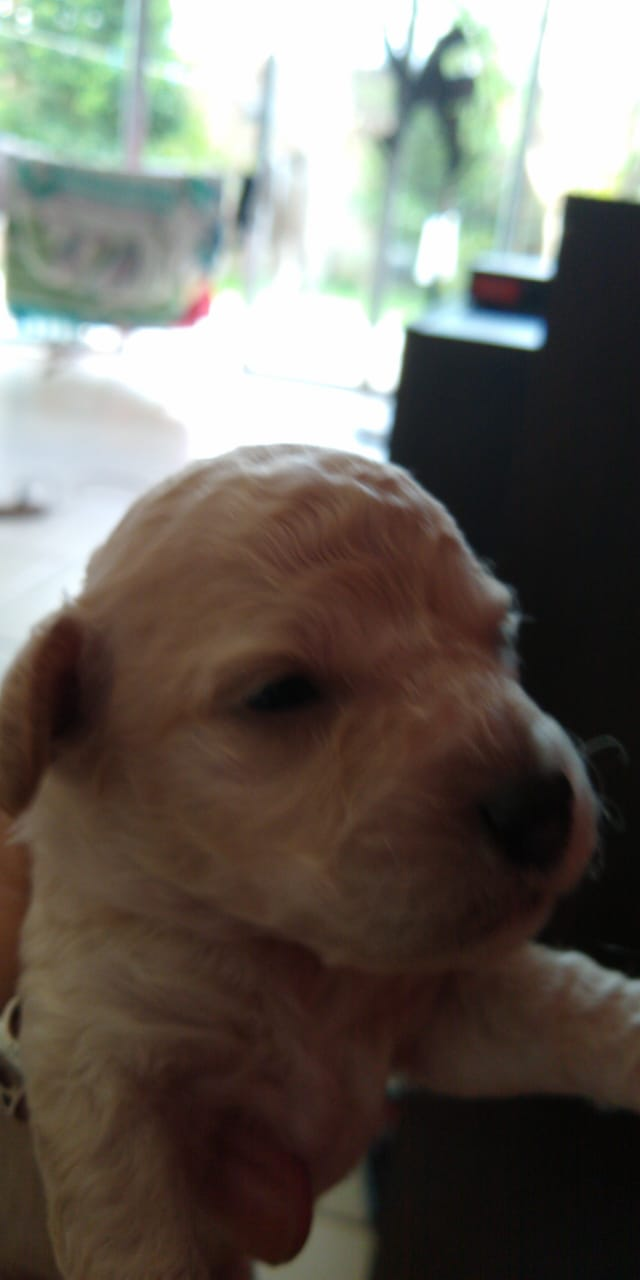
Poochon bebé de 15 días abriendo los ojos.
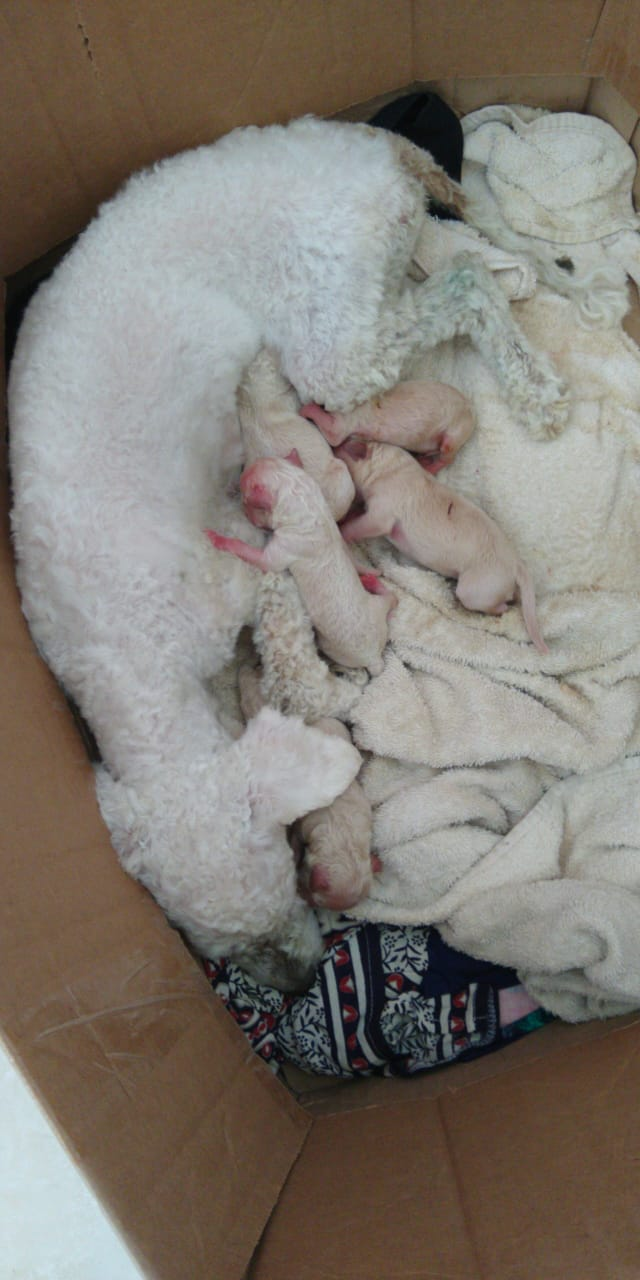
Poochon bebé recién nacido. Mamá Caniche Toy, papá Bichón Frisé.

Normalmente tiene el hocico más corto y redondeado que el Bichón frisé y se nota desde que el cachorro es recién nacido.
Suelen tener colores sólidos con pequeñas áreas de blanco con un color de fondo que puede variar desde blanco a rojo pero también cobre, cobre y blanco y rojo y blanco, rubí o negro aunque se acepta cualquier color.
El manto es grueso, de longitud media con rizos caídos y es más hipoalergénico que la gran mayor parte de las razas hipoalergénicas más conocidas, característica heredada y potenciada desde el caniche.
Esta raza necesita peinados para que su manto continúe creciendo sanamente pero no pierde pelo